# Keita Baldé
Keita Baldé Diao (* 8. März 1995 in Arbúcies, Spanien) ist ein senegalesisch-spanischer Fußballspieler. Der Stürmer steht bei der AC Monza unter Vertrag und ist senegalesischer Nationalspieler.

## Karriere

### Vereine
Keita, als Sohn senegalesischer Eltern in Spanien geboren und aufgewachsen, stammt aus der Jugendakademie des FC Barcelona. In der B-Jugend wurde er für eine Saison an die UE Cornellà verliehen. 2011 wechselte er in die Jugend von Lazio Rom.
Zur Saison 2013/14 rückte Keita bei Lazio in den Kader der ersten Mannschaft auf. Am 15. September 2013 gab er beim 3:0-Sieg gegen Chievo Verona sein Debüt in der Serie A. Sein erstes Tor erzielte er am 10. November 2013 beim 1:1 gegen den FC Parma zur zwischenzeitlichen 1:0-Führung in der 50. Minute. In der Saison 2013/14 spielte er mit dem Verein zusätzlich in der Europa League. Dabei kam Keita in allen acht Spielen seiner Mannschaft zum Einsatz, die im Sechzehntelfinale an Ludogorez Rasgrad scheiterte.
Ende August 2017 wechselte Keita zur AS Monaco in die französische Ligue 1 und unterschrieb einen Fünfjahresvertrag. Im August 2018 wurde er für eine Saison an den italienischen Erstligisten Inter Mailand verliehen. Nach seiner Rückkehr spielte er die Saison 2019/20 wieder in Monaco, ehe er zur Spielzeit 2020/21 an Sampdoria Genua ausgeliehen wurde.
Zur Saison 2021/22 wurde Keita Baldé von Cagliari Calcio verpflichtet, der Stürmer unterschrieb einen Vertrag bis zum 30. Juni 2024. Im August 2022 wurde er von Spartak Moskau verpflichtet. Die Spielzeit 2023/24 verbrachte er auf Leihbasis bei Espanyol Barcelona.
Im August 2024 wechselte er zu Sivasspor in die türkische Süper Lig. Der Vertrag wurde nur wenige Monate später wieder aufgelöst.
Am 13. Februar 2025 unterschrieb Keita Baldé bis zum Saisonende bei der AC Monza, die zu diesem Zeitpunkt auf dem letzten Tabellenplatz der Serie A lagen.

### Nationalmannschaft
Im März 2016 wurde Keita erstmals für die senegalesische A-Nationalmannschaft nominiert. Er debütierte am 26. März 2016 beim 2:0-Heimsieg im Qualifikationsspiel gegen Niger, als er in der 84. Minute für Sadio Mané eingewechselt wurde. Sein erstes Tor erzielte Keita am 3. September 2016 beim 2:0-Sieg gegen Namibia. Im Mai 2018 wurde er in den senegalesischen Kader für die Weltmeisterschaft 2018 in Russland berufen. Im Turnier kam Keita lediglich bei der 0:1-Niederlage im dritten Gruppenspiel gegen Kolumbien zum Einsatz und konnte das Ausscheiden seiner Mannschaft in der Gruppenphase nicht verhindern.

## Erfolge
Lazio Rom
- Italienischer Supercupsieger: 2017

Nationalmannschaft
- Afrikameister: 2022